# 2021年加利福尼亚州山火
2021年加利福尼亚州山火是席捲美國加利福尼亞州的持續山火。截至2021年7月26日，全州有共517623英畝的土地受到影響，至少有400 座建筑物被野山火烧毁，7名消防员在滅火時受伤。 
在干旱、降雨量和水库水位均处于历史低位的情况下，加利福尼亚州山火出現的時間較往年更早。仅在2021年1月，就有297场火灾，過火面積達1,171英畝（4.74平方）。  就出現的火灾次數而言，2021年的山火發生的次數已经超过了2020年加利福尼亞州山火。截至7月11日，与上一年相比，當年被火災波及的土地面积是前一年的三倍之多，干旱、酷热和积雪减少加重了火灾的严重程度。    